# Birobidžan
Birobidžan (rusky Биробиджан; v jidiš ביראָבידזשאן‎) je město na ruském Dálném východě – na jižní Sibiři, nedaleko čínských hranic. Je hlavním městem Židovské autonomní oblasti. Žije zde přibližně 74 tisíc obyvatel.

## Historie

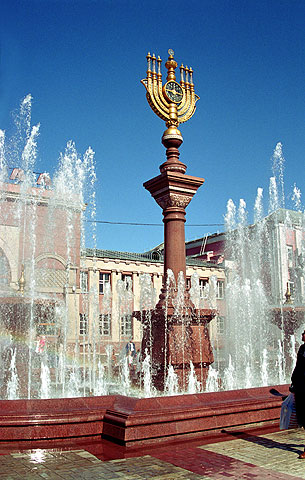
Fontána na centrálním náměstí

Název města je složeninou jmen dvou řek – Biry, která jím protéká, a Bidžanu, tekoucího západní částí Židovské AO. Sídlo vzniklo kolem železniční stanice na Transsibiřské magistrále roku 1915 a původně se jmenovalo Tichonkaja. Jeho rozvoj nastal až na přelomu 20. a 30. let po zřízení Židovské autonomní oblasti, která byla produktem komunistického plánu na podporu židovské národnostní entity, která bude mít vlastní republiku v rámci SSSR. Plánovaná existence Židovské republiky (nikdy však nepřekročila status autonomní oblasti) a podpora jidiš kultury měla být protiváhou sionismu a tak omezit vystěhovalectví židů do Palestiny. V roce 1937 byl Birobidžan povýšen na město a stal se centrem židovské oblasti. Do Birobidžanu se dokonce stěhovali židé ze zahraničí, nejméně tisíc židovských rodin přišlo ze Severní i Jižní Ameriky. Projekt se však nepodařilo dotáhnout do konce, částečně kvůli Stalinovi a pronásledování židů a židovské kultury, které na sklonku svého života Stalin vyvolal. Židé, kteří nikdy netvořili většinu obyvatelstva v autonomní oblasti ani v Birobidžanu, se raději odstěhovali do atraktivnějších velkých měst, kde mohli snáze splynout s okolím, nebo emigrovali.
Ačkoliv po roce 1991 byla opět obnovena činnost některých dříve zakázaných židovských institucí, dnes žije v Birobidžanu Židů jen málo, sotva desetina jejich počtu ze 40. let. Přesto někteří z nich zastávají významné postavení, například Alexandr Aronovič Vinnikov, bývalý starosta Birobidžanu a později gubernátor celé autonomní oblasti.

## Doprava
Nejdůležitější dopravní tepnou celé oblasti je Transsibiřská magistrála.

## Kultura
Ve městě je židovské kulturní centrum a jidiš divadlo (dočasně zrušené na počátku 50. let a obnovené v 70. letech 20. století). Vycházejí noviny a vysílá rádio v jidiš. V roce 2003 byl natočen dokumentární film „L'chajim, soudruhu Staline“, popisující vznik celé oblasti a její osídlení Židy z celého Sovětského svazu. Vzhledem k tomu, že původní vedení města bylo převážně ateistické, současná synagoga v Birobidžanu byla postavena až v roce 2004.

## Partnerská města
- Beaverton, Spojené státy americké (1990)
- Ma'alot-Taršicha, Izrael (1995)
- Che-kang, Čína (2001)
- Niigata, Japonsko (2005)
- I-čchun, Čína (2011)
- Nof ha-Galil, Izrael (2017)